# Actornithophilus hoplopteri
Actornithophilus hoplopteri är en insektsart som först beskrevs av Eric Georg Mjöberg 1910.  Actornithophilus hoplopteri ingår i släktet Actornithophilus och familjen spolätare. Inga underarter finns listade i Catalogue of Life.